# Alessandro Tambellini
Alessandro Tambellini (Lucca, 30 aprile 1955) è un politico italiano, sindaco di Lucca dal 2012 al 2022.

## Biografia
Sposato con tre figli, si laureò in filosofia all'Università di Pisa, diventando poi insegnante nel 1986.

### Carriera politica
Eletto consigliere comunale nel 1998, venne riconfermato nel 2002.
Capogruppo dell'Ulivo in consiglio comunale, il 4 febbraio 2007 partecipò alle elezioni primarie per la scelta del candidato sindaco de L'Unione in vista delle comunali del 27 e 28 maggio, schierandosi contro l'ex presidente della provincia Andrea Tagliasacchi, l'ex consigliere provinciale dell'Italia dei Valori Bruno Rossi ed Elisa Del Chierico. Venne, tuttavia, sconfitto perché il più votato fu Tagliasacchi. Venne, comunque, rieletto consigliere comunale.

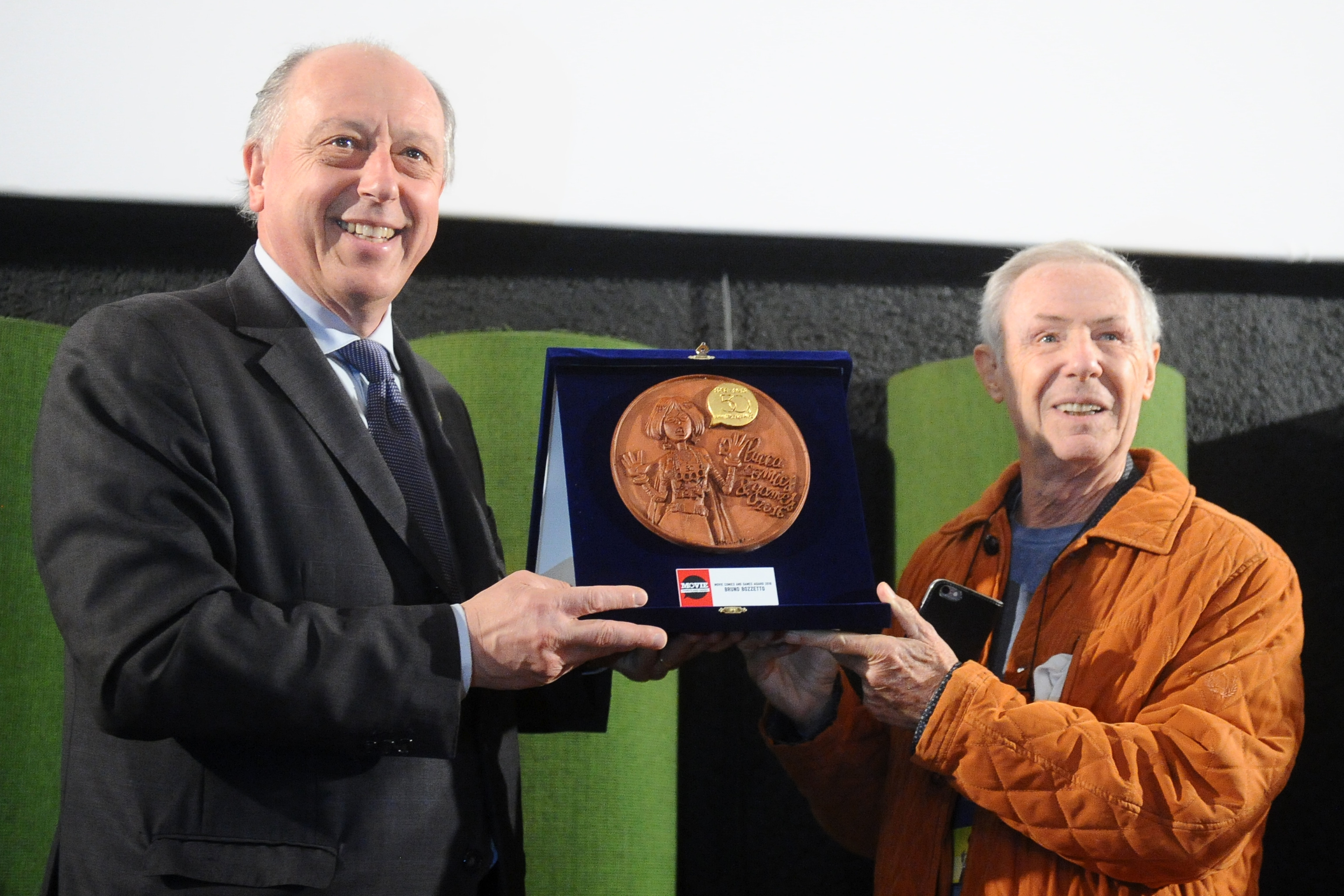
Alessandro Tambellini consegna a Bruno Bozzetto il Premio Movie Comics & Games a Lucca Comics & Games 2016

#### Sindaco di Lucca
Nel giugno 2011 venne designato dall'Assemblea comunale del Partito Democratico di Lucca come proprio candidato sindaco in vista delle comunali del 2012. Appoggiato anche dall'Italia dei Valori, da Sinistra Ecologia Libertà, dalla Federazione della Sinistra e dalla lista civica Lucca Civica-Tambellini sindaco, al primo turno delle elezioni comunali, il 6 maggio 2012, ottenne 19.192 voti, pari al 46,81%. Accedette al ballottaggio con l'ex sindaco di centrodestra Pietro Fazzi, appoggiato dall'Unione di Centro e dalla lista civica Fazzi sindaco, che ottenne 6.437 voti (pari al 15,70%). Al ballottaggio, il 21 maggio 2012 venne eletto sindaco con 23.468 voti, pari al 69,72% dei voti, riportando il centrosinistra alla guida della città toscana dopo quattordici anni.
Viene ricandidato alla carica di sindaco nel 2017 con l'appoggio del Partito Democratico, Federazione dei Verdi e dalle liste civiche Lucca Civica-Tambellini sindaco, Generazione Lucca (lista giovanile) e Sinistra con Tambellini (lista di sinistra che a seguito della volontà della federazione della sinistra di non appoggiare Tambellini e correre da sola si è distaccata appoggiandolo). Al primo turno ottiene 13 922 voti, pari al 37,48%, accedendo, così, al ballottaggio del 25 giugno 2017 contro il candidato di centro-destra Remo Santini. Viene riconfermato sindaco con 17 453 voti, pari al 50,52%.